# فاريسيماب
فاريسيماب( Faricimab) ، الذي يُباع تحت الاسم التجاري ڤابيسمو( Vabysmo)، هو دواء يستخدم لعلاج الضمور البقعي الرطب المرتبط بالعمر (naMD) والوذمة البقعية السكرية (DME).  و يعطى عن طريق الحقن في العين. 
وتشمل الآثار الجانبية الشائعة لهذا العلاج على: نزيف الملتحمة .  و قد تشمل الآثار الجانبية الأخرى على عدوى العين و ردود الفعل التحسسية أيضا.  كما لا ينصح باستخدامه في فترة الحمل.  و هو جسم مضاد وحيد النسيلة ، يمنع كلاً من عامل نمو بطانة الأوعية الدموية (VEGF) و الأنجيوبويتين 2 (Ang-2)، و بالتالي يقلل نمو الأوعية الدموية الجديدة في العين.  
تمت الموافقة عليه للاستخدام طبيًا في الولايات المتحدة و أوروبا في عام 2022.   في المملكة المتحدة، تكلف قارورة 28.8 ملغ هيئة الخدمات الصحية الوطنية حوالي 860 جنيهًا إسترلينيًا.  و في الولايات المتحدة تبلغ تكلفة 6 ملغ حوالي 2300 دولار أمريكي اعتبارًا من عام 2022. 